# Sepia bidhaia
Sepia bidhaia (лат.) — вид головоногих из рода Sepia семейства настоящие каракатицы отряда каракатицы.
Обитает в юго-западной части Тихого океана, в частности в водах Большого Барьерного рифа. Встречается на глубине от 200 до 304 м.
Самки этого вида немного крупнее самцов. Они вырастают до длины мантии 57 мм и 37 мм соответственно.
Типовой экземпляр был собран недалеко от Квинсленда, Австралия. Он хранится в Музее Виктории в Мельбурне.
Считаются видом вне опасности.